# Matsapha
Matsapha é uma cidade no centro de Essuatíni, pertencente ao distrito de Manzini.
O limite urbano de Matsapha é definido pela Lei da Governação Urbana de 1969, e foi alterada em 2012, passando a abranger uma área de aproximadamente 2.000 hectares. Matsapha foi estabelecido como um parque industrial em 1965, mas foi oficializada como área urbana em 1969.
Matsapha está localizado no Alto Middleveld de Essuatíni. Está localizado na região de Manzini, que fica no centro do país. Matsapha está localizada a 11 quilômetros de Manzini, que é a capital comercial do país e a 35 quilômetros de Mebabane, a capital administrativa do país. Está bem localizado, pois fica no principal eixo leste-oeste de Essuatíni, entre a África do Sul e Moçambique e a 16 quilômetros do cruzamento da estrada Lavumisa que leva a Durban, no Cuazulo-Natal. Encontra-se a uma altitude de 625 metros acima do nível do mar.

## Transportes
Possui uma estação ferroviária, que serve como término do Caminho de Ferro de Goba. Matsapha também abriga o Aeroporto de Matsapha.